# Pascal Martin (homme politique)
Pour les articles homonymes, voir Pascal Martin.
Pascal Martin, né le 7 mars 1960 à Montville (France), est un homme politique français. 
Il est président du conseil départemental de la Seine-Maritime de 2015 à 2019 et sénateur de la Seine-Maritime depuis 2019, à la suite de la démission de Charles Revet. Il demeure conseiller départemental et maire honoraire de la commune de Montville.

## Formation et parcours professionnel
Pascal Martin suit sa scolarité à la maternelle Berlioz, au collège Eugène-Noël de Montville, puis passe avec succès son baccalauréat – section B – au lycée Corneille de Rouen. 
Il est titulaire d’une maîtrise de droit public, obtenue en 1983 à l'université de Rouen.
Promu capitaine de sapeurs-pompiers professionnel à l’âge de 25 ans, Pascal Martin est affecté à la Direction départementale des services d’incendie et de secours de la Seine-Maritime, à Rouen. En 1990, il est nommé chef de corps des sapeurs-pompiers de Poissy (Yvelines), puis promu au grade de commandant. Il est ensuite nommé directeur départemental adjoint à la Direction départementale des services d’incendie et de secours des Yvelines, à Versailles, et colonel de sapeurs-pompiers professionnels, conseiller auprès du président et du directeur du service départemental d'incendie et de secours (SDIS) des Yvelines.

## Parcours politique

### Département de Seine-Maritime
Pascal Martin commence sa carrière politique en décembre 1993, en étant élu conseiller général du canton de Clères à la suite du décès de son père, André Martin (1926-1993), alors sénateur-maire de Montville et président du conseil général de Seine-Maritime depuis la mort de Jean Lecanuet. 
Pascal Martin est réélu conseiller général du canton de Clères en 1994, 2001 et 2008 et préside de 1998 à 2004 la commission Jeunesse, sports et affaires culturelles du conseil général. Après les élections cantonales de 2004, qui voient une alternance au profit de la gauche, il devient membre du groupe Alternance 76 rassemblant les conseillers généraux de la droite et du centre, groupe d’opposition dont il devient le président en 2009.
Dans le cadre du redécoupage cantonal de 2014 en France, il est élu, avec Nathalie Lecordier, conseiller départemental du nouveau canton de Bois-Guillaume dès le premier tour en mars 2015 avec 50,21 % des suffrages exprimés.
À l’issue des élections départementales de mars 2015, il est élu, le 2 avril 2015, président du conseil départemental de la Seine-Maritime,, fonction dont il démissionne dans le cadre de la limitation du cumul des mandats en France à la suite de son entrée au Sénat,.
En mai 2015, il est élu président de l'Office public de l’habitat du Département de la Seine-Maritime Habitat 76, office public de l'habitat départemental créé en 1919 et qui gère environ 30 000 logements sociaux répartis sur 191 communes.

### Commune de Montville
Pascal Martin a été maire de Montville de juin 1995 à 2015. 
Après son élection comme président du conseil départemental de la Seine-Maritime, il démissionne de ses fonctions de maire. Ensuite élu sénateur, il démissionne du conseil municipal de la commune,.

### Intercommunalité
Au plan intercommunal, il est à l'initiative de la création en 2002  la communauté de communes des Portes Nord-Ouest de Rouen (CCPNOR), qu'il préside jusqu'à sa dissolution en 2016,
Le 26 janvier 2017, Pascal Martin est élu président de la nouvelle communauté de communes Inter-Caux-Vexin, fonction dont il démissionne en 2019, à la suite de son entrée au Sénat.

### Sénateur
Pascal Martin devient sénateur de la Seine-Maritime le 1er octobre 2019 en remplacement de Charles Revet, démissionnaire,.
En 2020, il est réélu sénateur de la Seine-Maritime et se voit désigné secrétaire de la commission de l’aménagement du territoire et du développement durable.

## Distinctions
- Officier de l'ordre national du Mérite (décret du  19 mai 2018)[15])
- Chevalier de l'ordre national du Mérite (du 7 mars 2003)
- Médaille d'honneur des sapeurs-pompiers pour mérites exceptionnels échelon Vermeil (2002)
- Médaille de la jeunesse, des sports et de l'engagement associatif, or : bronze en 1999, argent en 2003 et or en 2012.